# 秋場信人
秋場 信人（あきば のぶと、1979年5月29日 - ）は、日本の実業家、ラジオパーソナリティ。

## 人物
1979年（昭和54年）千葉県夷隅郡（現・いすみ市）岬町に生まれる。男二人兄弟の長男。身長175cm、血液型はO型。サッカーやソフトボールをしたり、空手、剣道、書道などの習い事をしながら育つ。
大学に入学するも浮ついた雰囲気に慣れず、1ヶ月で中退する。その後、「プログラマー」という単語にカッコよさを感じ、独学でプログラミングを始める。
趣味は、マラソン、キックボクシング、フットサル(キーバー)、カフェで読書(主にビジネス書)、飲み会、メンタル研究。
人生のテーマは「どれだけお客様や周りの方のお役に立てるか」。

## 経歴
- 1998年3月　千葉県立長生高等学校卒業
- 2004年6月　株式会社コミュニケーション・デザイン入社
- 2006年6月　グローズシステムジャパン（個人事業主）創業
- 2010年9月　シンクロシステムズ株式会社設立 代表取締役
- 2013年9月　シンクルー株式会社に社名変更
- 2013年　サッカー選手マネジメント会社のIT部門を担当
- 2015年　2社目となるIT関連会社を共同設立
- 2015年8月　レインボータウンFM 「NOBIと桜香純子のターニングCafe」パーソナリティ
- 2016年9月　慶應義塾大学経済学部（通信教育課程）卒業

## 出演番組

### ラジオレギュラー
- 『NOBIと桜香純子のターニングカフェ』（レインボータウンFM)[1]
- 『スペシャRISE↑』（bayfm、月曜25:00 - )[2]
- 『MUSIC WIRE』（エフエム富士、金曜26:00 - )[2]

### ラジオゲスト
- 『渋谷コワーキングの人々』（渋谷のラジオ）
- レインボータウンFM
- 自由が丘FM
- Radio365
- 青山学院大学ラジオ

### 講演
- 起業の光と闇 起業のダークサイドと戦う法
- パラレルキャリアへの第一歩講座
- 青山学院大学マスコミ研究向け講演

### ドラマ・映画
- 『乙女裁判セブンフェアリーズ』太田実監督作品（KBS京都）
- 『都市伝説』竹治政枝監督作品
- 『COSMIC RESCUE』佐藤信介監督作品
- 東京国際映画祭　ニッポンシネマフォーラム（新人俳優プレゼン）

### その他
- 『自由が丘FM SoAlive』（AbemaTVFresh!）

## 資格
- 証券外務員 二種
- ファイナンシャルプランナー 3級
- スピードコーチング社認定 ライフコーチ
- 恋愛コンサルタント
- 日本インタビュアー協会認定 インタビュアー
- 空手 初段